# Ocellularia neomasonhalei
Ocellularia neomasonhalei är en lavart som först beskrevs av Patw., Sethy & Nagarkar, och fick sitt nu gällande namn av D.D. Awasthi 1991. Ocellularia neomasonhalei ingår i släktet Ocellularia och familjen Thelotremataceae.   Inga underarter finns listade i Catalogue of Life.